# Iphis (Sohn des Alektor)
Iphis (altgriechisch Ἶφις Íphis), Sohn des Alektor, war in der griechischen Mythologie König von Argos.
Er war der Vater des Eteoklos, der Euadne (oder Ianeira) und der Astynome (oder Laodike) und der Bruder des Kapaneus. Er war ein Enkel des Anaxagoras und zählt somit zu den Anaxagoriden.
Iphis verriet Adrastos, wie er Amphiaraos dazu bewegen konnte, an dem Zug der Sieben gegen Theben teilzunehmen. Dazu musste er Amphiaraos’ Gattin Eriphyle nur den Gürtel der Harmonia geben, die daraufhin ihren Mann überredete.
Da Iphis alle seine Kinder überlebte, bestieg nach seinem Tode Sthenelos, der Sohn seines Bruders Kapaneus und seiner Tochter Euadne, den Thron von Argos.